# Ann Mische
Ann Mische est chercheuse et professeure de sociologie et elle a obtenu son doctorat en 1998, de la New School for Social Research.

## Mentions
Son premier livre, Partisan Publics: Communication and Contention Across Brazilian Youth Activist Networks (2008) s'est vu recevoir la mention honorable pour le prix du meilleur livre en 2009, dans la section sociologie politique de l’American Sociological Association.